# Süper Lig 2022-2023
La Süper Lig 2022-2023 è stata la 65ª edizione della massima divisione del campionato turco di calcio. La stagione è iniziata il 5 agosto 2022 ed è terminata il 28 maggio 2023. Il Galatasaray si è laureato campione per la 23ª volta nella sua storia.

## Stagione

### Novità
Al termine della stagione precedente il Çaykur Rizespor, l'Altay, il Göztepe e lo Yeni Malatyaspor sono retrocesse in TFF 1. Lig, dalla quale invece sono state promosse l'Ankaragücü e l'Ümraniyespor, rispettivamente primo e secondo classificato e l'İstanbulspor, vincitore dei play-off: pertanto le squadre partecipanti sono diminuite da 20 a 19.

### Formula
Le 19 squadre partecipanti si affrontano in un girone all'italiana con partite di andata e ritorno, per un totale di 36 giornate. La prima classificata al termine della stagione è designata campione di Turchia e ammessa ai play-off della UEFA Champions League 2023-2024. La squadra seconda classificata viene ammessa al secondo turno di qualificazione di UEFA Champions League. Le squadre terza e quarta classificate vengono ammesse in UEFA Europa Conference League 2023-2024, al secondo turno di qualificazione. La vincitrice della Coppa di Turchia è ammessa ai play-off della UEFA Europa League 2023-2024. Inizialmente erano quattro le squadre a dover retrocedere in TFF 1. Lig, ma, a seguito del ritiro dal campionato di Hatayspor e Gaziantep dopo la ventitreesima giornata, retrocedono solo due squadre.

## Squadre partecipanti
| Club                | Stagione | Città      | Stadio                          | Stagione precedente                                     |
| ------------------- | -------- | ---------- | ------------------------------- | ------------------------------------------------------- |
| Adana Demirspor     |          | Adana      | Stadio nuovo di Adana           | 9º posto in Süper Lig                                   |
| Alanyaspor          |          | Alanya     | Stadio Bahçeşehir Okulları      | 5º posto in Süper Lig                                   |
| Ankaragücü          |          | Ankara     | Stadio Eryaman                  | 1º posto in 1. Lig, Promosso                            |
| Antalyaspor         |          | Antalya    | Antalya Arena                   | 7º posto in Süper Lig                                   |
| Beşiktaş            | dettagli | Istanbul   | Vodafone Arena                  | 6º posto in Süper Lig                                   |
| Fatih Karagümrük    |          | Istanbul   | Stadio olimpico Atatürk         | 8º posto in Süper Lig                                   |
| Fenerbahçe          | dettagli | Istanbul   | Stadio Şükrü Saraçoğlu          | 2º posto in Süper Lig                                   |
| Galatasaray         | dettagli | Istanbul   | Stadio Türk Telekom             | 13º posto in Süper Lig                                  |
| Gaziantep           |          | Gaziantep  | Gaziantep Arena                 | 15º posto in Süper Lig                                  |
| Giresunspor         |          | Giresun    | Stadio Çotanak                  | 16º posto in Süper Lig                                  |
| Hatayspor           |          | Antiochia  | New Hatay Stadium               | 12º posto in Süper Lig                                  |
| İstanbul Başakşehir |          | Istanbul   | Stadio Başakşehir Fatih Terim   | 4º posto in Süper Lig                                   |
| İstanbulspor        |          | Istanbul   | Esenyurt Necmi Kadıoğlu Stadium | 4º posto in 1. Lig, Promosso dopo aver vinto i play-off |
| Kasımpaşa           |          | Istanbul   | Stadio Recep Tayyip Erdoğan     | 11º posto in Süper Lig                                  |
| Kayserispor         |          | Kayseri    | Stadio Kadir Has                | 14º posto in Süper Lig                                  |
| Konyaspor           |          | Konya      | Yeni Konyaspor Stadı            | 3º posto in Süper Lig                                   |
| Sivasspor           | dettagli | Sivas      | Nuovo stadio 4 settembre        | 10º posto in Süper Lig                                  |
| Trabzonspor         |          | Trebisonda | Stadio Şenol Güneş              | 1º posto in Süper Lig, Campione di Turchia              |
| Ümraniyespor        |          | Istanbul   | Stadio municipale               | 2º posto in 1. Lig, Promosso                            |

## Allenatori e primatisti
Aggiornato al 19 marzo 2023  
| Squadra             | Allenatore                                                       | Calciatore più presente                     | Cannoniere                           |
| ------------------- | ---------------------------------------------------------------- | ------------------------------------------- | ------------------------------------ |
| Adana Demirspor     | Vincenzo Montella                                                | 3 giocatori (24)                            | Badou Ndiaye (7)                     |
| Alanyaspor          | Francesco Farioli (1ª-30ª) Ömer Erdoğan (31ª-)                   | Furkan Bayır, Rúnar Alex Rúnarsson (23)     | Koka (8)                             |
| Ankaragücü          | Mustafa Dalcı (1ª-4ª) Ömer Erdoğan (5ª-26ª) Tolunay Kafkas (27ª) | Giorgi Beridze (23)                         | Ali Sowe (7)                         |
| Antalyaspor         | Nuri Şahin                                                       | Bünyamin Balcı (25)                         | Haji Wright (12)                     |
| Beşiktaş            | Valérien Ismaël (1ª-10ª) Şenol Güneş (11ª-)                      | Cenk Tosun, Gedson Fernandes (24)           | Cenk Tosun (10)                      |
| Fatih Karagümrük    | Andrea Pirlo                                                     | 4 giocatori (24)                            | Mbaye Diagne, Fabio Borini (15)      |
| Fenerbahçe          | Jorge Jesus                                                      | Altay Bayındır (24)                         | Enner Valencia (25)                  |
| Galatasaray         | Okan Buruk                                                       | Kerem Aktürkoğlu (24)                       | Mauro Icardi (9)                     |
| Gaziantep           | Erol Bulut                                                       | Günay Güvenc, Figueiredo (22)               | Figueiredo (7)                       |
| Giresunspor         | Hakan Keleş                                                      | Riad Bajić (24)                             | Riad Bajić (9)                       |
| Hatayspor           | Serkan Özbalta                                                   | 4 giocatori (21)                            | Ayoub El Kaabi (8)                   |
| İstanbul Başakşehir | Emre Belözoğlu                                                   | 3 giocatori (24)                            | Deniz Türüc, Danijel Aleksić (6)     |
| İstanbulspor        | Osman Zeki Korkmaz (1ª-10ª) Fatih Tekke (11ª-)                   | David Jensen, Mehmet Yeşil (24)             | Valon Etemi (10)                     |
| Kasımpaşa           | Ümit Sengül (1ª-2ª) Şenol Can (3ª-)                              | Haris Hajradinović, Mamadou Fall (24)       | Mamadou Fall (5)                     |
| Kayserispor         | Çağdaş Atan                                                      | Gustavo Campanharo (24)                     | Mario Gavranović, Miguel Cardoso (5) |
| Konyaspor           | İlhan Palut                                                      | Guilherme (24)                              | Mame Diouf (7)                       |
| Sivasspor           | Riza Çalimbay                                                    | Ali Şaşal Vural, Dīmītrīs Goutas (23)       | 3 giocatori (5)                      |
| Trabzonspor         | Abdullah Avcı                                                    | Jens Stryger Larsen, Evren Eren Elmalı (23) | Trezeguet (7)                        |
| Ümraniyespor        | Recep Uçar                                                       | Antonio Mršić, Durel Avounou (23)           | Umut Nayir (10)                      |

## Classifica finale
Fonte
|  | Pos. | Squadra             | Pt | G  | V  | N  | P  | GF | GS | DR  |
|  | ---- | ------------------- | -- | -- | -- | -- | -- | -- | -- | --- |
|  | 1.   | Galatasaray         | 88 | 36 | 28 | 4  | 4  | 83 | 27 | +56 |
|  | 2.   | Fenerbahçe          | 80 | 36 | 25 | 5  | 6  | 87 | 42 | +45 |
|  | 3.   | Beşiktaş            | 78 | 36 | 23 | 9  | 4  | 78 | 36 | +42 |
|  | 4.   | Adana Demirspor     | 69 | 36 | 20 | 9  | 7  | 76 | 45 | +31 |
|  | 5.   | İstanbul Başakşehir | 62 | 36 | 18 | 8  | 10 | 54 | 37 | +17 |
|  | 6.   | Trabzonspor         | 57 | 36 | 17 | 6  | 13 | 64 | 54 | +10 |
|  | 7.   | Fatih Karagümrük    | 51 | 36 | 13 | 12 | 11 | 75 | 63 | +12 |
|  | 8.   | Konyaspor           | 51 | 36 | 12 | 15 | 9  | 49 | 41 | +8  |
|  | 9.   | Kayserispor         | 47 | 36 | 15 | 5  | 16 | 55 | 61 | -6  |
|  | 10.  | Kasımpaşa           | 43 | 36 | 12 | 7  | 17 | 45 | 61 | -16 |
|  | 11.  | Ankaragücü          | 42 | 36 | 12 | 6  | 18 | 43 | 53 | -10 |
|  | 12.  | Sivasspor           | 41 | 36 | 11 | 8  | 17 | 46 | 54 | -8  |
|  | 13.  | Antalyaspor         | 41 | 36 | 11 | 8  | 17 | 46 | 55 | -9  |
|  | 14.  | Alanyaspor          | 41 | 36 | 11 | 8  | 17 | 54 | 70 | -16 |
|  | 15.  | İstanbulspor        | 41 | 36 | 12 | 5  | 19 | 47 | 63 | -16 |
|  | 16.  | Giresunspor         | 40 | 36 | 10 | 10 | 16 | 42 | 60 | -18 |
|  | 17.  | Ümraniyespor        | 30 | 36 | 7  | 9  | 20 | 47 | 64 | -17 |
|  | 18.  | Gaziantep           | 25 | 36 | 6  | 7  | 23 | 31 | 72 | -41 |
|  | 19.  | Hatayspor           | 23 | 36 | 6  | 5  | 25 | 19 | 83 | -64 |

Legenda:

      Campione di Turchia e ammessa alla UEFA Champions League 2023-2024
      Ammessa alla UEFA Europa Conference League 2023-2024
      Retrocesse in TFF 1. Lig 2023-2024
Note:
Nel mese di febbraio, a causa di un violento terremoto, il campionato viene sospeso: due club, il Gaziantep e l'Hatayspor, decidono di ritirarsi dalla competizione, ma alla fine del campionato non retrocederanno in seconda divisione.
Tre punti a vittoria, uno a pareggio, zero a sconfitta.
La classifica viene stilata secondo i seguenti criteri:
- Punti conquistati
- Punti conquistati negli scontri diretti
- Differenza reti negli scontri diretti
- Reti realizzate negli scontri diretti
- Differenza reti generale
- Reti totali realizzat

## Risultati

### Tabellone
Ogni riga indica i risultati casalinghi della squadra segnata a inizio della riga, contro le squadre segnate colonna per colonna (che invece avranno giocato l'incontro in trasferta). Al contrario, leggendo la colonna di una squadra si avranno i risultati ottenuti dalla stessa in trasferta, contro le squadre segnate in ogni riga, che invece avranno giocato l'incontro in casa.
|                     | ADA  | ALA  | ANK  | ANT  | BES  | FAT  | FEN  | GAL  | GAZ  | GIR  | HAT  | IBS  | IST  | KAS  | KAY  | KON  | SIV  | TRA  | UMR  |
| ------------------- | ---- | ---- | ---- | ---- | ---- | ---- | ---- | ---- | ---- | ---- | ---- | ---- | ---- | ---- | ---- | ---- | ---- | ---- | ---- |
| Adana Demirspor     | –––– | 4-2  | 3-1  | 2-0  | 1-4  | 2-1  | 1-1  | 0-0  | 3-0* | 1-1  | 3-0* | 2-3  | 6-0  | 5-0  | 5-2  | 1-1  | 3-0  | 3-2  | 1-0  |
| Alanyaspor          | 0-0  | –––– | 2-1  | 3-2  | 3-3  | 2-2  | 1-3  | 1-4  | 2-0  | 1-1  | 3-0* | 1-0  | 0-1  | 1-3  | 3-1  | 0-3  | 0-3  | 5-0  | 1-0  |
| Ankaragücü          | 1-2  | 2-0  | –––– | 1-1  | 2-3  | 0-2  | 0-3  | 1-4  | 0-2  | 3-1  | 4-1  | 1-2  | 3-2  | 0-0  | 2-1  | 0-0  | 2-1  | 1-1  | 1-2  |
| Antalyaspor         | 0-3  | 3-1  | 0-2  | –––– | 1-3  | 4-2  | 1-2  | 0-1  | 1-0  | 2-2  | 3-0* | 0-0  | 2-1  | 0-2  | 4-0  | 1-1  | 1-2  | 5-2  | 3-2  |
| Beşiktaş            | 1-0  | 3-0  | 2-1  | 0-0  | –––– | 4-1  | 0-0  | 3-1  | 3-0* | 3-1  | 3-0* | 0-1  | 3-1  | 2-1  | 1-0  | 3-3  | 3-1  | 2-2  | 5-2  |
| Fatih Karagümrük    | 2-3  | 2-4  | 4-1  | 0-1  | 1-1  | –––– | 1-2  | 0-2  | 3-0* | 1-1  | 3-0  | 2-2  | 1-2  | 3-0  | 2-0  | 3-3  | 4-3  | 4-1  | 4-2  |
| Fenerbahçe          | 4-2  | 5-0  | 2-1  | 2-0  | 2-4  | 5-4  | –––– | 0-3  | 3-3  | 1-2  | 4-0  | 1-0  | 3-3  | 5-1  | 2-0  | 4-0  | 1-0  | 3-1  | 3-3  |
| Galatasaray         | 2-0  | 2-2  | 2-1  | 2-1  | 2-1  | 3-3  | 3-0  | –––– | 2-1  | 0-1  | 4-0  | 1-0  | 2-1  | 1-0  | 6-0  | 2-1  | 2-0  | 2-1  | 3-2  |
| Gaziantep           | 1-1  | 0-3* | 1-0  | 5-2  | 1-1  | 0-3* | 1-2  | 0-3* | –––– | 0-3* | 4-1  | 1-1  | 0-3* | 0-3* | 1-2  | 0-3* | 1-2  | 0-3* | 1-1  |
| Giresunspor         | 2-3  | 2-2  | 1-1  | 2-0  | 0-1  | 2-2  | 1-1  | 0-4  | 2-1  | –––– | 3-0* | 2-4  | 3-2  | 1-0  | 1-2  | 0-1  | 1-0  | 2-4  | 0-1  |
| Hatayspor           | 1-1  | 1-0  | 0-3* | 0-0  | 2-1  | 0-3* | 0-3* | 0-3* | 3-0* | 1-1  | –––– | 3-3  | 0-3* | 1-0  | 0-4  | 0-3* | 0-3* | 2-1  | 0-3* |
| İstanbul Başakşehir | 2-1  | 2-0  | 1-0  | 2-0  | 0-2  | 0-0  | 1-2  | 0-7  | 3-0* | 3-1  | 3-0* | ---- | 2-0  | 4-0  | 2-0  | 2-0  | 0-2  | 3-1  | 1-1  |
| İstanbulspor        | 0-2  | 2-1  | 1-2  | 3-3  | 2-2  | 0-1  | 2-5  | 0-2  | 1-1  | 1-0  | 0-1  | 1-0  | ---- | 2-1  | 2-4  | 0-4  | 3-0  | 0-2  | 4-0  |
| Kasımpaşa           | 1-4  | 4-1  | 1-1  | 3-1  | 2-5  | 2-2  | 0-6  | 2-3  | 1-0  | 5-1  | 1-0  | 1-3  | 1-0  | ---- | 0-1  | 1-2  | 1-2  | 2-0  | 1-1  |
| Kayserispor         | 2-2  | 0-4  | 0-1  | 1-0  | 0-2  | 2-4  | 1-2  | 2-1  | 3-0* | 3-0  | 3-0* | 1-0  | 1-0  | 0-0  | ---- | 1-2  | 4-1  | 1-2  | 3-1  |
| Konyaspor           | 1-2  | 2-2  | 0-1  | 1-1  | 1-2  | 1-1  | 1-0  | 2-1  | 0-1  | 0-0  | 1-0  | 0-0  | 0-1  | 1-1  | 2-2  | ---- | 2-2  | 2-1  | 1-0  |
| Sivasspor           | 1-2  | 1-1  | 2-0  | 0-2  | 1-0  | 0-0  | 1-3  | 1-2  | 1-1  | 3-0  | 1-2  | 1-1  | 1-1  | 1-2  | 1-1  | 1-0  | ---- | 4-1  | 2-2  |
| Trabzonspor         | 4-1  | 5-1  | 2-0  | 2-0  | 0-0  | 4-1  | 2-0  | 0-0  | 3-2  | 3-0  | 1-0  | 1-0  | 4-0  | 0-0  | 3-4  | 2-2  | 1-0  | ---- | 1-2  |
| Ümraniyespor        | 1-1  | 3-1  | 1-2  | 0-1  | 0-2  | 1-3  | 1-2  | 0-1  | 3-0* | 0-1  | 2-2  | 1-3  | 0-2  | 1-2  | 2-2  | 2-2  | 4-1  | 0-1  | ---- |

* = 3-0 a tavolino

## Statistiche

### Squadre

#### Capoliste solitarie
|    | —— | —— | —— | ——  | ——  | —— | —— | —— | ——  | ——         | ——         | ——         | ——         | ——          | ——          | ——          | ——          | ——          | ——          | ——          | ——          | ——          | ——          | ——          | ——          | ——          | ——          | ——          | ——          | ——          | ——          | ——          | ——          | ——          | ——          | —— |  |
|    |    |    |    | Beş | Kon |    |    |    | Ada | Fenerbahçe | Fenerbahçe | Fenerbahçe | Fenerbahçe | Galatasaray | Galatasaray | Galatasaray | Galatasaray | Galatasaray | Galatasaray | Galatasaray | Galatasaray | Galatasaray | Galatasaray | Galatasaray | Galatasaray | Galatasaray | Galatasaray | Galatasaray | Galatasaray | Galatasaray | Galatasaray | Galatasaray | Galatasaray | Galatasaray | Galatasaray |    |  |
|    |    |    |    |     |     |    |    |    |     |            |            |            |            |             |             |             |             |             |             |             |             |             |             |             |             |             |             |             |             |             |             |             |             |             |             |    |  |
|    |    |    |    |     |     |    |    |    |     |            |            |            |            |             |             |             |             |             |             |             |             |             |             |             |             |             |             |             |             |             |             |             |             |             |             |    |  |
| 1ª | 2ª | 3ª | 4ª | 5ª  | 6ª  | 7ª | 8ª | 9ª | 10ª | 11ª        | 12ª        | 13ª        | 14ª        | 15ª         | 16ª         | 17ª         | 18ª         | 19ª         | 20ª         | 21ª         | 22ª         | 23ª         | 24ª         | 25ª         | 26ª         | 27ª         | 28ª         | 29ª         | 30ª         | 31ª         | 32ª         | 33ª         | 34ª         | 35ª         | 36ª         |    |  |

### Individuali

#### Classifica marcatori
Fonte.
| Gol |  |  | Giocatore         | Squadra          |
| --- |  |  | ----------------- | ---------------- |
| 29  |  |  | Enner Valencia    | Fenerbahçe       |
| 22  |  |  | Mauro Icardi      | Galatasaray      |
| 20  |  |  | Fabio Borini      | Fatih Karagümrük |
| 20  |  |  | Mbaye Diagne      | Fatih Karagümrük |
| 17  |  |  | Umut Nayir        | Umranyespor      |
| 15  |  |  | Haji Wright       | Antalyaspor      |
| 14  |  |  | Cenk Tosun        | Beşiktaş         |
| 12  |  |  | Valon Etemi       | Istanbulpor      |
| 12  |  |  | Ali Sowe          | Ankaragucu       |
| 12  |  |  | Michy Batshuayi   | Fenerbahçe       |
| 12  |  |  | Vincent Aboubakar | Besiktas         |
| 12  |  |  | Riad Bajić        | Giresunspor      |
| 11  |  |  | Younès Belhanda   | Adana Demirspor  |
| 10  |  |  | Koka              | Alanyaspor       |
| 10  |  |  | Trezeguet         | Trabzonspor      |
| 9   |  |  | Kerem Aktürkoğlu  | Alanyaspor       |
| 9   |  |  | Mame Diouf        | Konyaspor        |
| 9   |  |  | João Figueiredo   | I. Basaksehir    |